# Suphis insculpturatus
Suphis insculpturatus är en skalbaggsart som beskrevs av Zimmermann 1921. Suphis insculpturatus ingår i släktet Suphis och familjen grävdykare. Inga underarter finns listade i Catalogue of Life.